# Arturo Maghizzano
Arturo Maghizzano (Napoli, 7 settembre 1905 – Napoli, 7 settembre 1970) è stato un attore teatrale italiano.
Maghizzano, fu un esponente del teatro di varietà e macchiettistico napoletano, a cavallo tra gli anni trenta, quaranta e cinquanta.
Insieme ad altri suoi conterranei, quali: Leo Brandi, Fregolino, Marchetiello e Trottolino, caratterizzò la scena del teatro di varietà di quel periodo di cui il capostipite era il grande Nino Taranto, di cui ne fu degna spalla.
Maghizzano inventò un genere di comico, il personaggio del "Guappo di cartone", cioè colui che si sentiva un duro, ma in pratica non valeva niente (un esempio del personaggio, lo rappresento in maniera sublime l'attore Enzo Turco, nel film Un turco napoletano con Totò).
Maghizzano era un vero buffone ignorantello, rozzo, grottesco. Grande e grosso com'era le buscava sempre. Perciò faceva ridere; anche perché, ormai cinquantenne, faceva ancora le parti del bambino balbettante. Una sera in provincia, a causa di un equivoco, si trovò alle prese con un maresciallo balbuziente; contagiato dal balbettio, il comico venne redarguito dal maresciallo il quale aveva pensato che lo volesse sfottere imitandolo.
Partecipò anche a qualche produzione cinematografica, dirette spesse da Luigi Zampa, tra le quali  da menzionare il film "Processo alla città" del 1952 con Amedeo Nazzari, naturalmente impersonò il ruolo di un guappo.
Morirà nel 1970 all'età di 65 anni, in solitudine e dimenticato da tutti, come spesso è accaduto agli artisti del suo genere e della sua epoca.

## Filmografia
- Processo alla città, regia di Luigi Zampa (1952)
- Carmela è una bambola , regia di Gianni Puccini (1958)
- Il magistrato, regia di Luigi Zampa (1959)
- Salvatore Giuliano, regia di Francesco Rosi (1961)
- Una questione d'onore, regia di Luigi Zampa (1965)